# Nationaal park Kakadu
Het Nationaal park Kakadu (Engels: Kakadu National Park) is een Australisch nationaal park in het Noordelijk Territorium. Het werd opgericht in 1981 en het is 19.804 km² groot. Kakadu wordt gezamenlijk bestuurd door de Australische overheid en de oorspronkelijke Aboriginal-bevolking. De naam Kakadu is een verbastering van het Aboriginalwoord "Gagudju".

## Ligging
Kakadu ligt in de Top End van het Noordelijk Territorium. Het gebied wordt in het noorden begrensd door de Van Diemen Golf, in het oosten door Arnhemland en in het zuiden door Nitmiluk National Park. Kakadu wordt doorsneden door twee grote wegen: de Kakadu Highway die van Pine Creek in het zuiden naar Jabiru, de voornaamste plaats in het nationale park, in het noordoosten loopt, en de Arnhem Highway die de stad Darwin ten westen van Kakadu met de Ranger-uraniummijn aan de oostrand van het nationale park verbindt.

## Werelderfgoedlijst

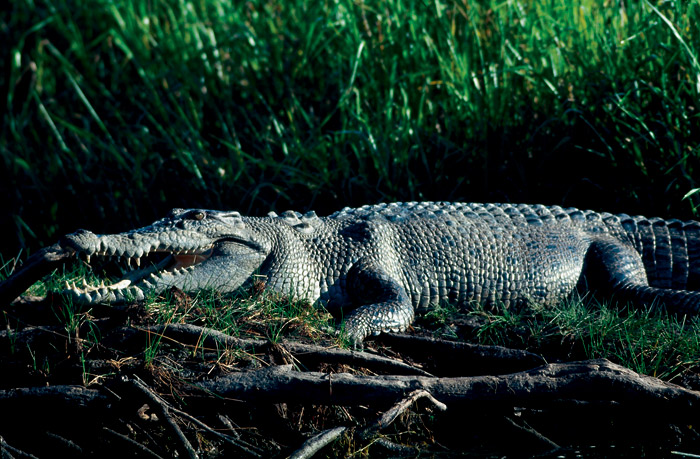
Zeekrokodil

Kakadu staat tweemaal vermeld op de Werelderfgoedlijst, zowel vanwege de culturele waarde met onder andere een groot aantal rotsschilderingen van Aboriginals als vanwege de rijke natuur. Het nationale park werd voor het eerst in 1981 op de Werelderfgoedlijst geplaatst.

## Gebiedsbeschrijving
Kakadu staat vooral bekend om de wetlands, hoewel boomsavannes circa tachtig procent van het parkoppervlak bedekken. De wetlands liggen om de drie Alligator Rivers. De naam "alligator" verwijst foutief naar de zeekrokodil (Crocodylus porosus) en werd gegeven door Engelse kolonisten die eerder in de Verenigde Staten met echte alligators in contact waren gekomen. De West Alligator River is de kleinste van de drie rivieren. De East Alligator River vormt de grens tussen Kakadu en Arnhemland. De South Alligator River ligt midden in Kakadu en het is met een lengte van 200 km de grootste rivier ter wereld die geheel in één nationaal park ligt. In het regenseizoen nemen de rivieren sterk in omvang toe en omliggende gebieden overstromen.
Grote delen van Kakadu worden in deze periode onbegaanbaar. In het droge seizoen is Kakadu het best te bezoeken doordat de wegen begaanbaar worden en de dieren zich terugtrekken naar de permanente watergebieden als de Yellow Waters Billabong en de Mamukala Wetlands en zo beter zichtbaar zijn. Naast de wetlands en boomsavannes liggen in het zuiden en oosten van Kakadu nog rotsgebieden, die onderdeel zijn van het Arnhemland-plateau. Door middel van diverse wandelroutes en georganiseerde (boot)tochten kunnen toeristen Kakadu met diens natuur en culturele achtergrond leren kennen.

## Lokale bevolking
Kakadu is een archeologisch en etnologisch belangrijk gebied dat meer dan 40.000 jaar bewoond is geweest. De grotschilderingen, rotsinscripties en archeologische plaatsen laten de vaardigheden en levenswijze van de toenmalige bewoners zien, van de mensjager uit de prehistorische tijden tot de Aboriginals die hier nog steeds wonen. Bekende plaatsen waar rotsschilderingen van aboriginals te vinden zijn zijn Ubirr en Nourlangie.

## Fauna
In Kakadu leven verschillende diersoorten die alleen in de regio Kakadu-Arnhemland voorkomen zoals de zwarte wallaroe (Osphranter bernardus) en de zangvogel Amytornis woodwardi. Verder is Kakadu vooral bekend om de zeekrokodillen (Crocodylus porosus) en de vele watervogels waaronder de ekstergans (Anseranas semipalmata), de grote zilverreiger (Ardea alba), de zwartnekooievaar (Ephippiorhynchus asiaticus) en de witbuikzeearend (Haliaeetus leucogaster). In totaal leven ongeveer 276 vogelsoorten in het nationale park. Waterbuffels (Bubalis bubalis) waren lange tijd zeer algemeen in Kakadu nadat deze dieren in de jaren dertig van de negentiende eeuw in de Top End waren geïntroduceerd. Het aantal waterbuffels is inmiddels sterk gedaald door grootschalige afschot vanwege de grote schade die de dieren aanbrachten aan de begroeiing en om de verspreiding van boviene tuberculose te bestrijden.

## 6 seizoenen

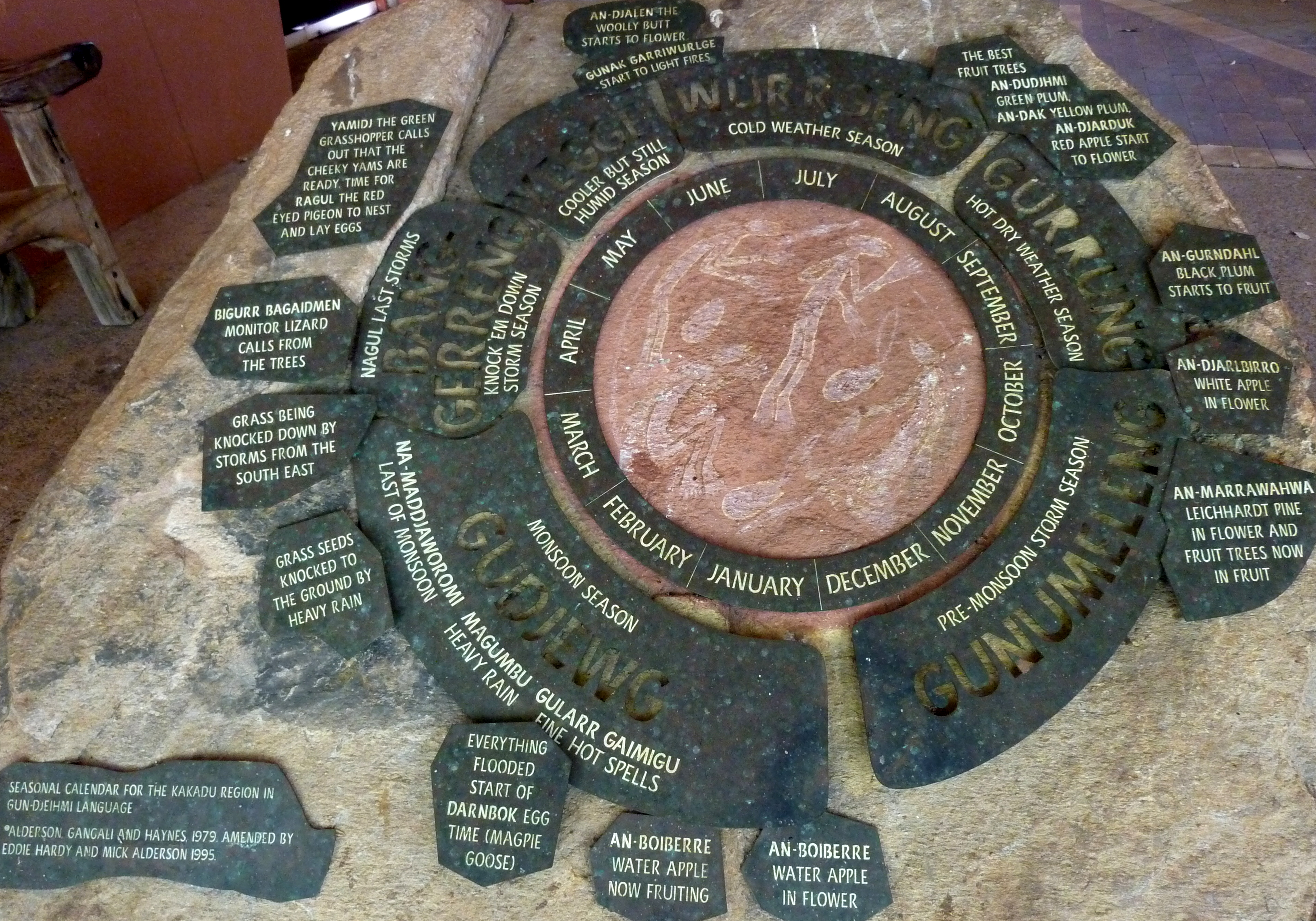
de seizoenen van Kakadu

Het jaar van de aborigines in Kakadu kent 6 seizoenen. De seizoenen zijn verschillend van lengte en houden zich niet aan de maanden door het jaar. De seizoenen worden opgehangen aan gebeurtenissen welke in de natuur plaatsvinden. Beginnen wij het jaar, zoals wij gewend zijn, in januari dan onderscheiden we de volgende seizoenen:

### Gudjewg
Het natte moesson seizoen, lopend van december tot en met maart. Temperatuur tussen 24°C en 34°C. Als de Java-appel in bloei gestaan en vrucht gedragen heeft komen de donderbuien (Gularr Gaimigu), waarmee de gehele natuur tot uitbundige bloei komt. Sommige grassen bereiken in deze tijd wel een hoogte van 2 m. De Ekstergans maakt zijn nest in de moerassen. Tijdens de hevige regens (Magumbu) vluchten dieren zoals goannas , slangen en ratten de bomen in vanwege de overvloedige overstromingen. Aan het eind van de moesson (Na Maddiaworomi) worden grassen tegen de grond geslagen door de hevige stormen uit het zuidoosten.
Eieren en gestrande dieren vormen in dit seizoen het voedsel voor de aborigines.

### Banggerreng
Oogstseizoen, april. Temperatuur tussen 23°C en 34°C. Het weer wordt gekenmerkt door voornamelijk wolkenloze luchten. Vanuit grote meren vloeit het water weg, vaak via forse watervallen.
De vruchten van de meeste planten kunnen geoogst worden en dieren zorgen voor hun jongen.

### Yegge
Het koude seizoen, lopend van mei tot juni. Temperatuur tussen 21°C en 33°C.
Moerassen worden bedekt met waterlelies. Grasland wordt gecontroleerd afgebrand om nieuw leven te activeren.

### Wurrgeng
Het eerste droge seizoen, lopend van juni tot augustus. Temperatuur tussen 17°C en 32°C. Watervallen en smallere stroompjes drogen snel op. Moddervette ganzen, die zich weken lang met het overvloedig voedsel volgevreten hebben, bevolken de kleiner wordende billabongs.

### Gurrung
Een heet en droog seizoen, lopend van augustus tot oktober. Temperatuur tussen 23°C en 37°C. Aan het begin van het seizoen staan pruimenbomen in bloei. Dit is ook het jachtseizoen voor wrattenslangen en Australische slangenhalsschildpadden. Witborstspitsvogels komen terug als donderwolken zich gaan vormen ten teken dat het pré-moesson seizoen in aantocht is.

### Gunumeleng
Het pré-moesson seizoen, lopend van oktober tot december. Temperatuur tussen 24°C en 37°C. Stormen beginnen op te steken. Barramundi trekken vanuit de meren naar riviermondingen om te paaien.

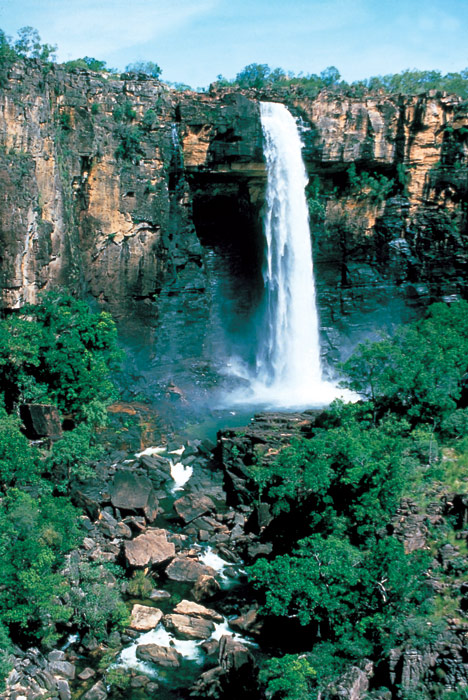
Waterval in Kakadu.
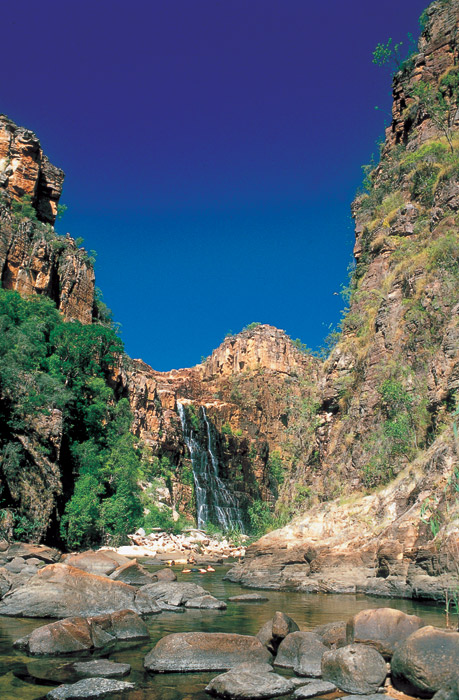
Twin Falls.
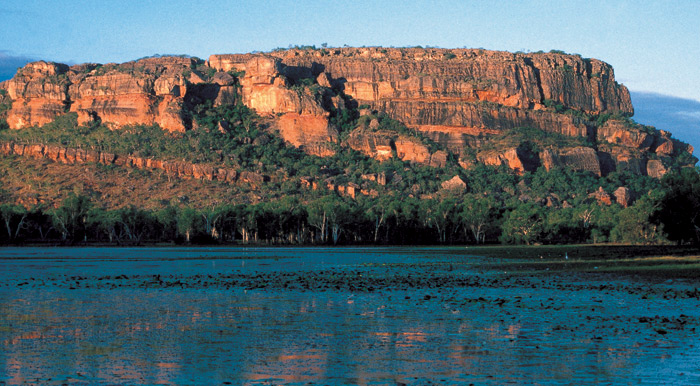
Nourlangie Rock.
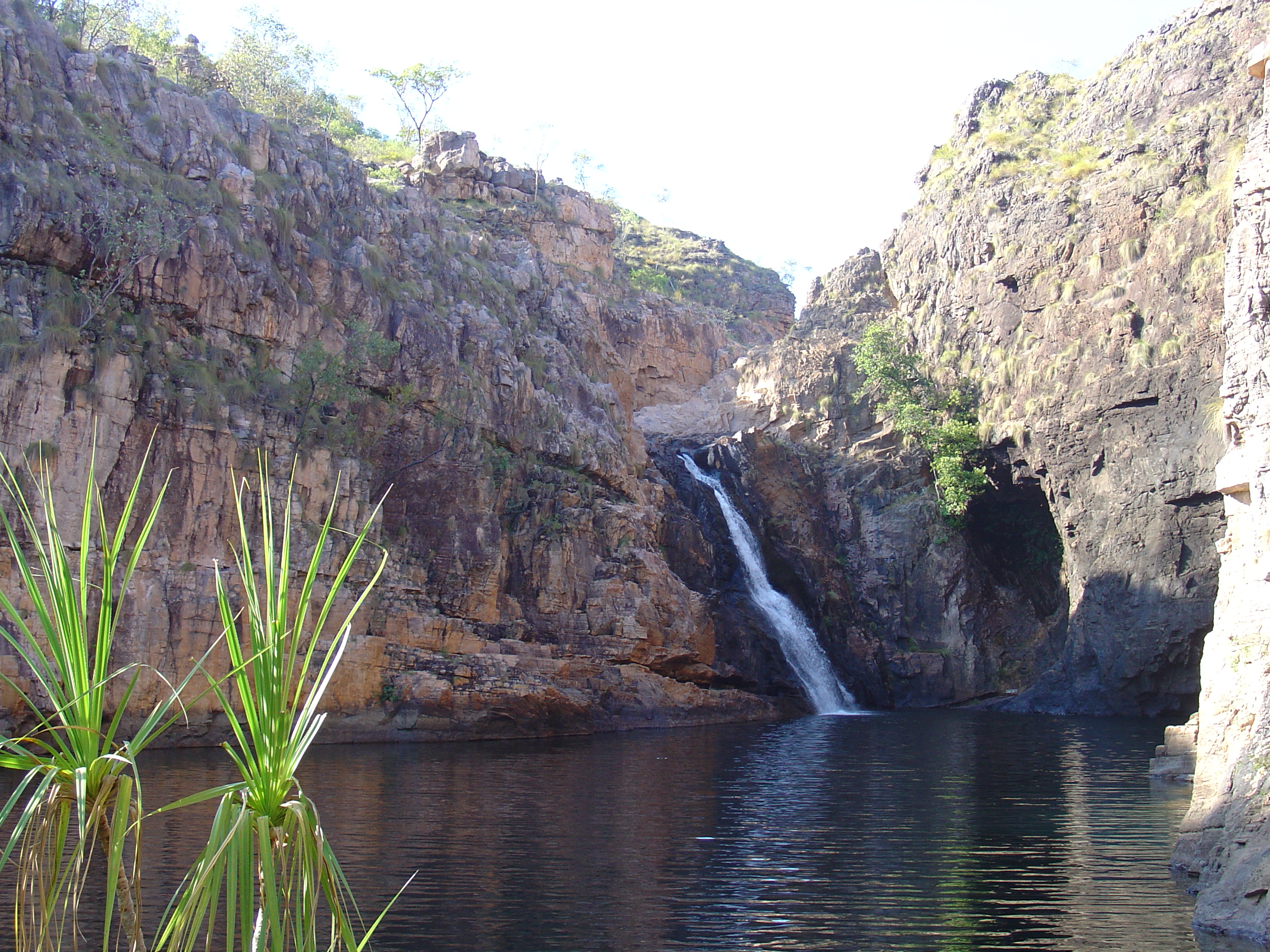
Maguk (Barramundie Gorge)
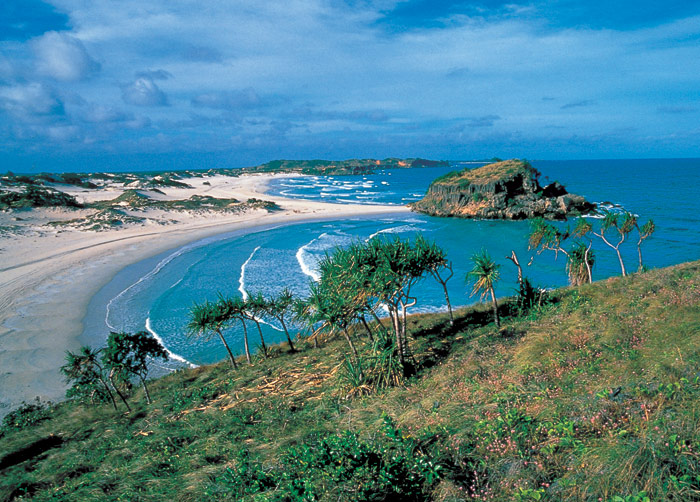
Nanydjaka (Cape Arnhem Coast)
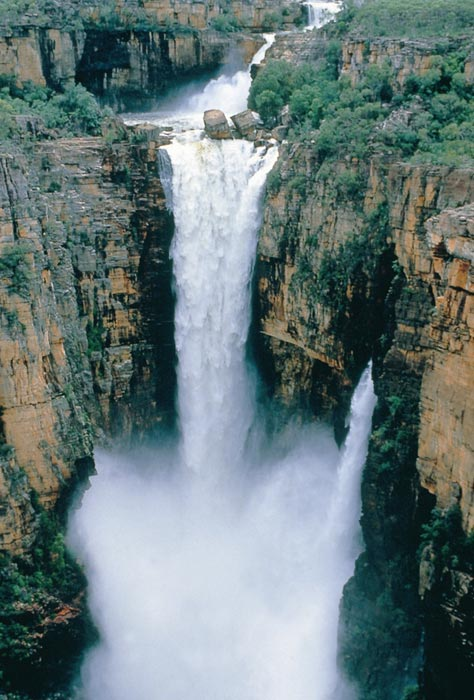
Jim Jim Falls

Barranyi (North Island) · 
Charles Darwin · 
Davenport Range · 
Djukbinj · 
Dulcie Range · 
Elsey · 
Finke Gorge · 
Garig Gunak Barlu · 
Gregory · 
Kakadu · 
Keep River · 
Limmen · 
Litchfield · 
Mary River · 
Nitmiluk · 
Uluṟu-Kata Tjuṯa · 
Watarrka · 
West MacDonnell
Nationale parken in: AUS · NSW · NT · QLD · SA · TAS · VIC · WA
Groot Barrièrerif · Nationaal park Kakadu · Willandramerengebied · Tasmaanse wildernis · Lord Howe-archipel · Gondwanaregenwouden van Australië · Nationaal park Uluṟu–Kata Tjuṯa · Tropisch regenwoud van Queensland · Shark Bay · K'gari (Fraser Island) · Riversleigh/Naracoorte · Heard en McDonaldeilanden · Macquarie-eiland · Greater Blue Mountainsgebied · Nationaal park Purnululu · Royal Exhibition Building en Carlton Gardens · Sydney Opera House · Australische dwangarbeiderskolonies · Ningaloo-kust · Budj Bim-cultuurlandschap
- Gemeinsame Normdatei: 4558275-0
- Library of Congress Control Number: no2006029843
- Système universitaire de documentation: 078614635
- Virtual International Authority File: 129371078
- WorldCat: E39PBJfRxBHgKJq3WprCQG4yVC